# 馬倫戈 (印第安納州)
馬倫戈（英語：Marengo）是一個位於美國印地安納州克勞福德縣的城鎮。

## 地理
馬倫戈的座標為38°22′14″N 86°20′36″W / 38.37056°N 86.34333°W，而該地的平均海拔高度為182米（即597英尺）。

## 人口
根據2010年美國人口普查的數據，馬倫戈的面積為2.01平方千米，當中陸地面積為2.01平方千米，而水域面積為0.00平方千米。當地共有人口828人，而人口密度為每平方千米412人。